# Ота Вічаз

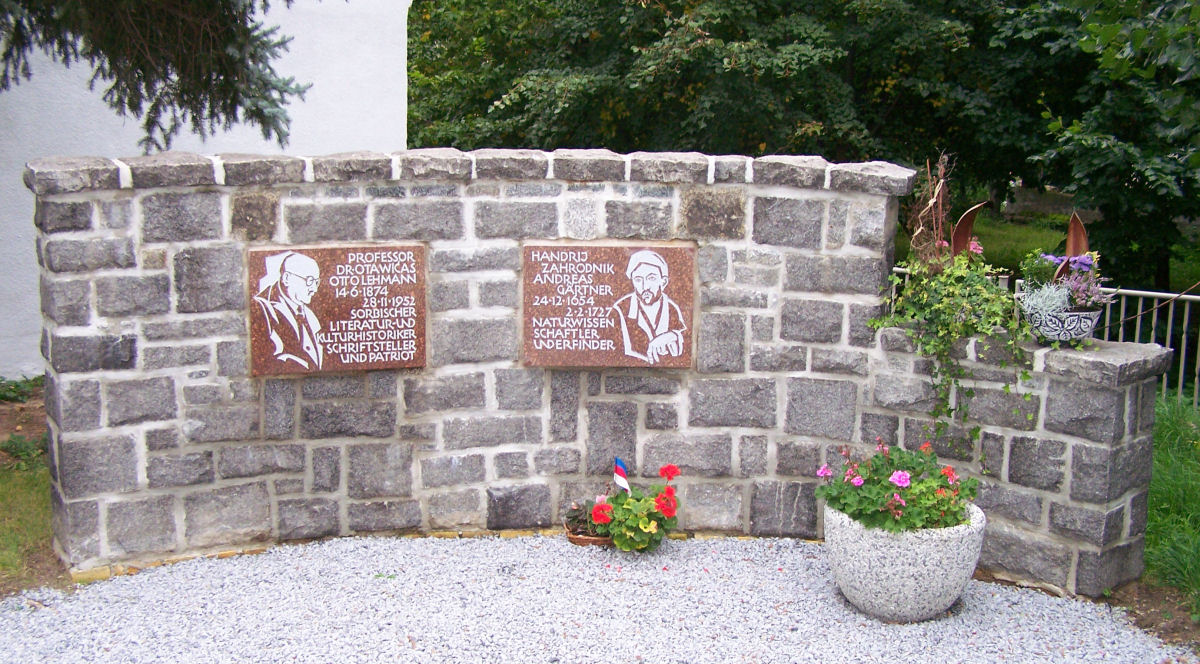
Пам'ятник на честь Отто Лехмана і Гандрія Загродника, Кватитц, Німеччина

Ота Вічаз, німецький варіант — Отто Лехман (ст.-луж. Ota Wićaz, нім. Otto Lehmann, 14 червня 1874 року, Хвачиці, Лужиця, Німецька імперія — 28 листопада 1952 року, Штольберг, НДР) — лютеранський священик, педагог, верхньолужицький письменник, поет, перекладач, літературознавець, журналіст і історик культури.

## Біографія
Народився 14 червня 1874 року в сім'ї викладача гімназії в Бауцені. Закінчивши гімназію, студіював теологію, філософію, германістику і славістику в Лейпцигу. Під час навчання брав участь у діяльності лужичанського студентського товариства Sorabija. Після закінчення навчання був висвячений на священика і служив в 1899 році вікарієм в одному з лютеранських парафій в Лейпцигу. У 1898 році організував XXIV молодіжний літній табір-фестиваль для лужицьких гімназистів під назвою «Схадзованка». Після отримання вищої педагогічної освіти в Німеччині з 1900 року викладав у початкових класах у містах Рета, Лейпциг, Хохкирх, Дрезден і Чопау. З 1902 року займався викладацькою діяльністю в педагогічних училищах в Вальденбурзі і Бауцені. З цього ж часу брав участь у діяльності лужичанського культурного товариства «Матіца сербська». У 1903 році переїхав у Штольберг, де з 1904 року викладав у педагогічному училищі. У 1914 році отримав професорську посаду, в 1920 році був призначений на посаду керуючого студентською радою і в 1926 році — на посаду директора училища. У 1936 році був звільнений з роботи. У 1941 році повернувся до викладацької діяльності. У 1943 році був знову звільнений з роботи. Після Другої світової війни продовжив викладати. З 1945 по 1949 рік був перекладачем у радянській військовій комендатурі. У 1949 році вийшов на пенсію.
З 1924 року по 1937 рік був редактором лужичанських періодичних видань «Předźenak» і «Łužica». З 1932 по 1937 рік був редактором друкованого органу товариства «Матіца сербська» громадсько-культурного та літературного альманаху «Časopis Maćicy Serbskeje». З 1947 по 1950 рік був редактором лужицьких періодичних видань «Nowaja Łužica» і «Rozhlad».
У 1947 році отримав звання почесного професора Лейпцизького університету на знак визнання його внеску в сербське літературознавство та історію культури.

## Твори
- «Wutrobine nalěćo Mathildy Stangec a Korle Awgusta Fiedlerja», 1922;
- «Wo serbskim ludowym basnistwje», 1922;
- Adolf Černý, Serbske wobrazki, переклад з чеської, 1923;
- «Dr. Arnošt Muka», 1924;
- «Jana Hajncy serbske basnje a pěsnje», 1925;
- «Jan Kollár», 1928;
- «Hodźijske idyle», лірика, 1934;
- «Handrij Zejler a jeho doba», 1952;
- посмертне видання «Serb ze złotym rjapom», 1955;
- посмертне видання «Bur Krakora», 1973;
- посмертне видання «Serbska poezija», лірика, 1976.

## Пам'ять
- У німецькій комуні Кватитц встановлено пам'ятник, присвячений Ота Вічазу.